# Бельчинка (Изяславский район)
Бельчинка (укр. Більчинка) — село в Изяславском районе Хмельницкой области Украины.
Население по переписи 2001 года составляло 164 человека. Почтовый индекс — 30344. Телефонный код — 3852. Занимает площадь 0,324 км². Код КОАТУУ — 6822184203.

## Местный совет
30344, Хмельницкая обл., Изяславский р-н, с. Мыслятин, ул. Горинская, 21а